# Mount Greenfield
Mount Greenfield ist ein 1490 m hoher und eisfreier Berg im ostantarktischen Coatsland. Er ragt am westlichen Ende der Stephenson Bastion in der Shackleton Range auf.
Kartiert wurde er 1957 von Teilnehmern der Commonwealth Trans-Antarctic Expedition (1955–1958) unter der Leitung des britischen Polarforschers Vivian Fuchs. Benannt ist er nach George Charles Greenfield (1917–2000), der sich als Literaturagent an der Expedition beteiligte.